# توليد معزز بالاستحضار
التوليد المعزز بالاستحضار أو بالاسترجاع هو تقنية تمكن نماذج اللغة الكبيرة (ن.ل.ك) من استحضار المعلومات الجديدة وتضمينها. في هذا التوليد لا يستجيب نموذج اللغة الكبير لاستفسارات المستخدمين إلا عند الرجوع إلى مجموعة محددة من المستندات. تكمل هذه المستندات المعلومات المستمدة من معطيات تدريب نموذج اللغة الكبير. يتيح هذا الاستحضار استخدام معلومات محددة للمجال ومعلومات محدثة لم تكن متاحة في بيانات التدريب. على سبيل المثال، يساعد هذا بوت الدردشة المعتمدة على ن.ل.ك على الوصول إلى معطيات الشركة الداخلية أو إنشاء استجابات استنادًا إلى مصادر موثوقة.